# کاوه دیلمی
کاوه دیلمی (زادهٔ ۱۳۱۹ – درگذشتهٔ ۱۰ بهمن ۱۳۹۷) خوانندهٔ موسیقی سنتی ایرانی بود.

## زندگی هنری
کاوه دیلمی در سال ۱۳۱۹ در رشت متولد شد. پس از پایان دبیرستان در تبریز به جهت ادامه تحصیل به انگلستان سفر کرد و در مقطع لیسانس رشته مدیریت فارغ‌التحصیل شد.
او در سال ۱۳۵۴ به ایران بازگشت و به فراگیری موسیقی روی آورد. وی ساز تار را نزد هوشنگ ظریف آغاز کرد و در ادامه از آموزش‌های احمد عبادی بهره برد. او آموزش آواز ایرانی را نزد غلامحسین بنان آموخت. نخستین اثر او «یاد یار مهربان» به یاد بنان با آهنگسازی فرهاد فخرالدینی عرضه شده‌است.
کاوه دیلمی ۱۰ بهمن ۱۳۹۷ در سن ۷۸ سالگی درگذشت.

## آثار هنری
از جمله آثار هنری کاوه دیلمی به موارد زیر می‌توان اشاره کرد:
- آلبوم موسیقی یاد یار مهربان با آهنگسازی فرهاد فخرالدینی، ۱۳۶۸
- اجرای کنسرت به همراه حسین علیزاده و گروه سازهای ملی در آمریکا و اروپا، ۱۳۶۹[۲]
- آلبوم موسیقی می ناب ۱ با آهنگسازی روح‌الله خالقی و تنظیم گلنوش خالقی، ۱۳۶۹[۵]
- آلبوم موسیقی می ناب ۲ با آهنگسازی روح‌الله خالقی و تنظیم گلنوش خالقی، ۱۳۶۹[۶]
- آلبوم موسیقی رامشگران با آهنگسازی فرهاد فخرالدینی و اجرای گروه شیدا
- آلبوم موسیقی مرغ حق با تنظیم مزدا انصاری، ۱۳۸۵[۷]